# 96193 Edmonton
96193 Edmonton è un asteroide della fascia principale. Scoperto nel 1991, presenta un'orbita caratterizzata da un semiasse maggiore pari a 2,5721490 UA e da un'eccentricità di 0,1452226, inclinata di 4,71028° rispetto all'eclittica.
L'asteroide è dedicato all'omonima città canadese.